# 大側河馬長頷魚
大側河馬長頜魚，為輻鰭魚綱骨舌魚目象鼻魚科的其中一種。分布於非洲Kunene河流域，棲息於水底，具有發電器官，用來偵測獵物，體長可達17.2公分。